# Le Concert des 40 ans
Albums de Tri Yann
Rummadoù (Générations) La Belle enchantée
Le Concert des 40 ans est le sixième album live du groupe Tri Yann sorti le 25 avril 2012 chez Coop Breizh.

## Présentation
L'album a été enregistré au slipway du port de pêche de Lorient dans le cadre du Festival interceltique de Lorient le 13 août 2011. Il fête les 40 ans de carrière du groupe, incluant également quelques chansons de leur dernier album Rummadoù sur ce double CD/DVD. Aussi, on peut retrouver quelques titres de leurs albums précédents ainsi que les standards comme le Loup, le renard et la jument de Michaud, mais aussi quelques « collectors » comme Princes qu'en mains tenez. On retrouve aussi sur quelques titres des invités comme le bagad Brieg, Jimme O'Neill (The Silencers) ou encore Maud Caron, Étienne Tabourier, Mélanie et Steven Goron (fille et fils du batteur de Tri Yann, Gérard Goron). Le double CD, ainsi que le DVD du concert sont disponibles séparément ou en package.

## Pistes
| CD1         | CD1                                      | CD1        | CD1 | CD1 | CD1 | CD1 | CD1 | CD1 | CD1 |
| No          | Titre                                    | Durée      |     |     |     |     |     |     |     |
| ----------- | ---------------------------------------- | ---------- | --- | --- | --- | --- | --- | --- | --- |
| 1.          | Na I Ri O                                | 3 min 51 s |     |     |     |     |     |     |     |
| 2.          | Chanson du Baleinier François Le Billant | 3 min 08 s |     |     |     |     |     |     |     |
| 3.          | J'ai Croisé Les Néréides                 | 3 min 47 s |     |     |     |     |     |     |     |
| 4.          | Johnny Monfarleau                        | 2 min 43 s |     |     |     |     |     |     |     |
| 5.          | Chanson de Pelot d'Hennebont             | 3 min 36 s |     |     |     |     |     |     |     |
| 6.          | Princes Qu'en Mains Tenez                | 3 min 37 s |     |     |     |     |     |     |     |
| 7.          | Fransozig                                | 4 min 04 s |     |     |     |     |     |     |     |
| 8.          | Si Mort a Mors                           | 3 min 29 s |     |     |     |     |     |     |     |
| 9.          | Le Retour de la Croisade                 | 3 min 38 s |     |     |     |     |     |     |     |
| 10.         | La Complainte de Marion du Faouët        | 4 min 03 s |     |     |     |     |     |     |     |
| 11.         | Gavotten ar Seizh                        | 3 min 13 s |     |     |     |     |     |     |     |
| 12.         | Song For Ye, Jacobites                   | 3 min 56 s |     |     |     |     |     |     |     |
| 13.         | Le Chasseur de Temps                     | 4 min 36 s |     |     |     |     |     |     |     |
| 47 min 41 s |                                          |            |     |     |     |     |     |     |     |

| CD2         | CD2                                            | CD2        | CD2 | CD2 | CD2 | CD2 | CD2 | CD2 | CD2 |
| No          | Titre                                          | Durée      |     |     |     |     |     |     |     |
| ----------- | ---------------------------------------------- | ---------- | --- | --- | --- | --- | --- | --- | --- |
| 1.          | Divent an Dour                                 | 5 min 34 s |     |     |     |     |     |     |     |
| 2.          | La Salsa du Doron                              | 2 min 08 s |     |     |     |     |     |     |     |
| 3.          | Kan ar Kann                                    | 7 min 41 s |     |     |     |     |     |     |     |
| 4.          | Lamentations sur St Aubin du Cormier           | 4 min 46 s |     |     |     |     |     |     |     |
| 5.          | The Eyes of My Bonnie Mary                     | 3 min 14 s |     |     |     |     |     |     |     |
| 6.          | Tir Fo Tonn                                    | 3 min 54 s |     |     |     |     |     |     |     |
| 7.          | Le Loup, le Renard, la Jument de Michaud, etc. | 7 min 43 s |     |     |     |     |     |     |     |
| 8.          | Dans les Prisons de Nantes                     | 3 min 20 s |     |     |     |     |     |     |     |
| 9.          | Pour Faire de Bonnes Crêpes                    | 3 min 19 s |     |     |     |     |     |     |     |
| 10.         | Glen Glas                                      | 3 min 54 s |     |     |     |     |     |     |     |
| 11.         | Je m'en Vas                                    | 4 min 30 s |     |     |     |     |     |     |     |
| 50 min 03 s |                                                |            |     |     |     |     |     |     |     |

S'ajoute sur le DVD un documentaire de Marie Guilloux de 26 minutes sur le groupe, la scène, l'ambiance des coulisses et de la tournée, etc.

## Crédits

### Musiciens
- Jean Chocun : chant, banjo, guitare acoustique, mandoline
- Jean-Paul Corbineau : chant, guitare acoustique
- Jean-Louis Jossic : chant, bombardes, chalémie, cromorne, psaltérion
- Gérard Goron : chant, basse, batterie, guitare électrique, mandoloncelle, percussions
- Jean-Luc Chevalier : basse, guitares acoustique et électrique
- Konan Mevel : cornemuses, percussions, whistles
- Freddy Bourgeois : chant, claviers, mélodica, percussions
- Christophe Peloil : chant, basse, violon

### Techniciens
- Réalisation vidéo : François Goetghebeur